# Gweta
Gweta ist ein Ort im Central District in Botswana.

## Geographie
Im Jahr 2011 hatte Gweta 5304 Einwohner. Der Ort ist bis auf wenige öffentliche Gebäude ländlich strukturiert.
Gweta liegt nördlich der Makgadikgadi Pans. Die Umgebung ist flach, das Klima arid. Maun liegt etwa 205 Kilometer westlich, Nata rund 100 Kilometer östlich. Gweta gilt als Zugangstor zum touristisch genutzten Gebiet der Makgadikgadi Pans.

## Geschichte
Gweta ist nach dem quakenden Geräusch dort heimischer Frösche benannt.

## Wirtschaft und Infrastruktur
Gweta liegt wenig südlich der asphaltierten A3, die in Ost-West-Richtung Francistown mit Maun verbindet. Eine parallele Schotterstraße führt ebenfalls nördlich an Gweta vorbei. Weitere Schotterstraßen führen nach Süden und Norden. Westlich des Ortes befindet sich ein Flugplatz. 
Gweta verfügt mit dem Gweta Primary Hospital über ein Krankenhaus sowie mit der Gasebalwe Seretse Primary School und die Kutlwano Community Junior Secondary School über zwei Schulen.